# NGC 1888
NGC 1888 é uma galáxia espiral barrada (SBc/P) localizada na direcção da constelação de Lepus. Possui uma declinação de -11° 30' 01" e uma ascensão recta de 5 horas, 22 minutos e 34,4 segundos.
A galáxia NGC 1888 foi descoberta em 31 de Janeiro de 1785 por William Herschel.